# John Patrick Shanley
John Patrick Shanley, född 13 oktober 1950 i Bronx, New York, är en amerikansk dramatiker, manusförfattare och regissör. År 1988 vann han en Oscar för bästa originalmanus för filmen Mångalen.

## Biografi
Shanley föddes i en irländsk-amerikansk familj i Bronx, New York City. Hans mamma arbetade som telefonist, och hans far var köttförpackare. Kvarteret Shanley växte upp i ansågs mycket grovt. Shanleys akademiska karriär började inte bra men slutligen tog han examen från New York University med hedersbetygelser. Efter sitt första år sattes Shanley på akademisk prövotid. Han värvade sedan i USA:s marinkår och tjänstgjorde i en stadspost under Vietnamkriget. Efter sin militärtjänst skrev han en roman och brände den sedan, Shanley återvände till universitetet med hjälp av G.I. Bill genom att försörja sig själv med en rad olika jobb: hissoperatör, husmålare, möbelflyttare, låssmed och bartender. Han tog examen från New York University år 1977 med en examen i pedagogisk teater och är medlem i Ensemble Studio Theatre.

## Karriär
Shanley är författare till mer än 23 pjäser som har översatts och framförts runt om i världen, inklusive 80 produktioner om året i Nordamerika. Han har ofta regisserat sina egna produktioner.
Han har också skrivit för film; hans andra film, Mångalen, med Nicolas Cage och Cher i huvudrollen vann tre Oscar, varav en för hans manus. Han skrev manuset till filmen Congo som baserades på boken av Michael Crichton.

## Produktioner

### Teater (ej komplett)
| År   | Produktion                      | Dramatiker | Regissör | Teater                                     |
| ---- | ------------------------------- | ---------- | -------- | ------------------------------------------ |
| 1982 | Welcome to the Moon             | Ja         | Nej      | Ensemble Studio Theater, Off-Broadway      |
| 1983 | Danny and the Deep Blue Sea     | Ja         | Nej      | Circle in the Square Theatre, Off-Broadway |
| 1984 | Savage in Limbo                 | Ja         | Nej      | Gate Theatre, London                       |
| 1985 | The Dreamer Examines His Pillow | Ja         | Nej      | 47th Street Theatre, Off-Broadway          |

### Film
| År   | Title                          | Manusförfattare | Regissör | Produktionsbolag     |
| ---- | ------------------------------ | --------------- | -------- | -------------------- |
| 1987 | Mångalen                       | Ja              | Nej      | Metro-Goldwyn-Mayer  |
| 1987 | Five Corners                   | Ja              | Nej      | Cannon Films         |
| 1989 | The January Man                | Ja              | Nej      | Metro-Goldwyn-Mayer  |
| 1990 | Joe Versus the Volcano         | Ja              | Ja       | Warner Bros.         |
| 1993 | Alive                          | Ja              | Nej      | Buena Vista Pictures |
| 1993 | We're Back! A Dinosaur's Story | Ja              | Nej      | Universal Pictures   |
| 1995 | Congo                          | Ja              | Nej      | Paramount Pictures   |
| 2008 | Doubt                          | Ja              | Ja       | Miramax Films        |
| 2020 | Wild Mountain Thyme            | Ja              | Ja       | Bleecker Street      |

## Priser och utmärkelser

### Utmärkelser
- 1988 Oscar för bästa originalmanus - Mångalen
- 2005 Pulitzerpriset för bästa drama - Tvivel: en liknelse
- 2005 Tony Award för bästa pjäs - Doubt: A Parable
- 2005 Lucille Lortel Award för enastående pjäs - Tvivel: en liknelse
- 2005 Obie Award för bästa dramatik - Doubt: A Parable

### Nomineringar
- 1988 Golden Globe Award för bästa manus - Mångalen
- 1989 BAFTA Award för bästa originalmanus - Mångalen
- 2003 Primetime Emmy Award för enastående skrivning för en miniserie, film eller dramatisk special - Live från Bagdad
- 2009 Oscar för bästa anpassade manus - Tvivel
- 2009 Golden Globe Award för bästa manus - Tvivel
- 2014 Tony Award för bästa pjäs - Outside Mullingar

## Privatliv
Shanley bor i New York City, han har varit gift och skild två gånger. Med sin andra fru Jayne Haynes adopterade han två söner, båda födda 1992.